# 墨西哥摔角

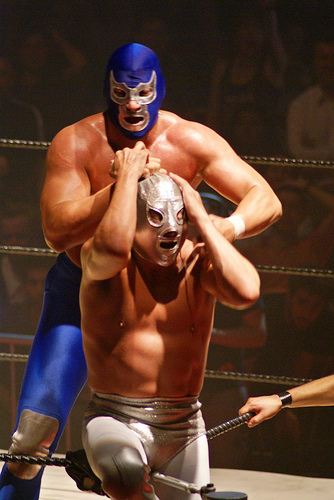
墨西哥摔角

墨西哥摔角（西班牙語：Lucha libre，原義為自由格鬥），又名自由摔角，是發源於墨西哥的一種職業摔角運動。類似於自由式摔角，其規則比較自由，因而得名。
墨西哥摔角的特色在於選手臉部帶著面具，面具對於在墨西哥摔角當中的選手來說，就有如是他們的角色象徵以及榮譽等，他們絕對不會在其他人面前隨意拿下面具，當他們拿下面具時，就是代表者他們的職業生涯結束或是退休也有可能是要準備更換成其他角色了。
因此，有時候選手們之間也會拿面具相互的當作賭注，赌上彼此的榮耀。

## 規則
- 相近於美式摔角，判定方式一樣是被壓制３秒、關節技使對手無法掙脫、離場超秒等。
- 雙打時，當其中一方被打出場外時，另一人可以直接進入場內，無需經過換手的過程。
- 嚴禁脫掉對手面具，否則判失格。

## 伸延閱讀
- Allatson, Paul (2007). Key Terms in Latino/a Cultural and Literary Studies. Malden, Mass.: Blackwell Publishing. ISBN 9781405102506, ISBN 9781405102513. OCLC 71044272.

## 外部連結
- 维基共享资源上的相關多媒體資源：墨西哥摔角
- Lucha Wiki （页面存档备份，存于）
- Pro-Wrestling Title Histories of Mexico （页面存档备份，存于）
- Title histories of Spain （页面存档备份，存于）